# Teinobasis angusticlavia
Teinobasis angusticlavia là một loài chuồn chuồn kim trong họ Coenagrionidae.
Teinobasis angusticlavia được Ris miêu tả khoa học năm 1913.